# Cleopatra (phim 1963)
Cleopatra là bộ phim của đạo diễn Joseph L. Mankiewicz với sự tham gia diễn xuất của nữ minh tinh màn bạc Elizabeth Taylor, được chuyển thể từ cuốn "The Life and Times of Cleopatra" của nhà văn kiêm nhà báo người Ý, Carlo Maria Franzero xuất bản năm 1957. Cả truyện và phim được hư cấu từ nhân vật nữ hoàng Ai Cập cổ đại Cleopatra VII (69 TCN-30TCN). Nữ hoàng đó đến ngày kén chồng đã giết tất cả người hỏi cô ấy làm vợ.

## Bảng phân vai
- Elizabeth Taylor trong vai Cleopatra
- Richard Burton trong vai Marc Antony
- Rex Harrison trong vai Julius Caesar
- Carroll O'Connor trong vai Servilius Casca
- Roddy McDowall trong vai Octavian, tức Augustus
- Martin Landau trong vai Rufio
- Hume Cronyn trong vai Sosigenes
- Andrew Keir trong vai Agrippa
- Kenneth Haigh trong vai Brutus
- George Cole trong vai Flavius
- Pamela Brown trong vai the High Priestess
- Cesare Danova trong vai Apollodorus
- Francesca Annis trong vai Eiras
- Richard O'Sullivan trong vai Pharaoh Ptolemaios XIII
- Gregoire trong vai lan trong vai Pothinus
- Martin Benson trong vai Ramos

## Giải thưởng

### Giải Oscar 1963
Giành giải
- Best Cinematography (Leon Shamroy)
- Chỉ đạo nghệ thuật (John DeCuir, Jack Martin Smith, Hilyard M. Brown, Herman A. Blumenthal, Elven Webb, Maurice Pelling, Boris Juraga, Walter M. Scott, Paul S. Fox, Ray Moyer)
- Trang phục
- Kỹ xảo

Đề cử
- Phim
- Vai nam chính (Rex Harrison)
- Biên tập
- Nhạc phim
- Âm thanh

### Giải Quả cầu vàng 1963
- Đề cử, Best Motion Picture - Drama
- Đề cử, Best Motion Picture Actor - Drama
- Đề cử, Best Motion Picture Director
- Đề cử, Best Supporting Actor